# Nicholasville
Nicholasville is een plaats (city) in de Amerikaanse staat Kentucky, en valt bestuurlijk gezien onder Jessamine County.

## Demografie
Bij de volkstelling in 2000 werd het aantal inwoners vastgesteld op 19.680.
In 2006 is het aantal inwoners door het United States Census Bureau geschat op 24.791, een stijging van 5111 (26.0%).

## Geografie
Volgens het United States Census Bureau beslaat de plaats een oppervlakte van
22,1 km², waarvan 22,0 km² land en 0,1 km² water. Nicholasville ligt op ongeveer 269 m boven zeeniveau.

## Plaatsen in de nabije omgeving
De onderstaande figuur toont nabijgelegen plaatsen in een straal van 28 km rond Nicholasville.